# トラウムブルグ7番地
トラウムブルグ7番地（とらうむぶるぐななばんち）は、美少女キャラクターを主としたビジュアルノベルゲームを作成する同人サークルである。
2003年に結成され、参加メンバーはシナリオ、原画を担当するポチくん、秋月つかさの二名で構成されている。同サークルは商業ブランドであるSORAHANEへと活動を移したため同人としてのゲーム制作活動を長らく休止していたが2015年6月4日に正式に同人ゲームの制作活動を再開し、新作の製作、旧作のリファイン版の制作と販売を行うなどの創作活動を行っている。
当初より「ハートウォームストーリー」を掲げており、命をテーマにした作品はファンから強力な支持を獲得した。閉鎖されていたHPも活動再開とともに新規に立ち上げられ現在では新作などの発表はそのHPで行われている。
同サークルの「Bye」（リニューアル/リメイク版のINTEGRALの元となったオリジナル版）はフリーソフト版としてベクターなどのサイトで公開され、現在（2017年8月時点）ダウンロード可能である。

## 作品一覧
- Bye - 2007年4月20日
- Bye - INTEGRAL
- Bye - INTEGRAL - Ver3.00 (リニューアル版）
- さくら先生 なずなちゃん の エモーションノベル制作講座 -1. 制作準備編-